# Slab serif

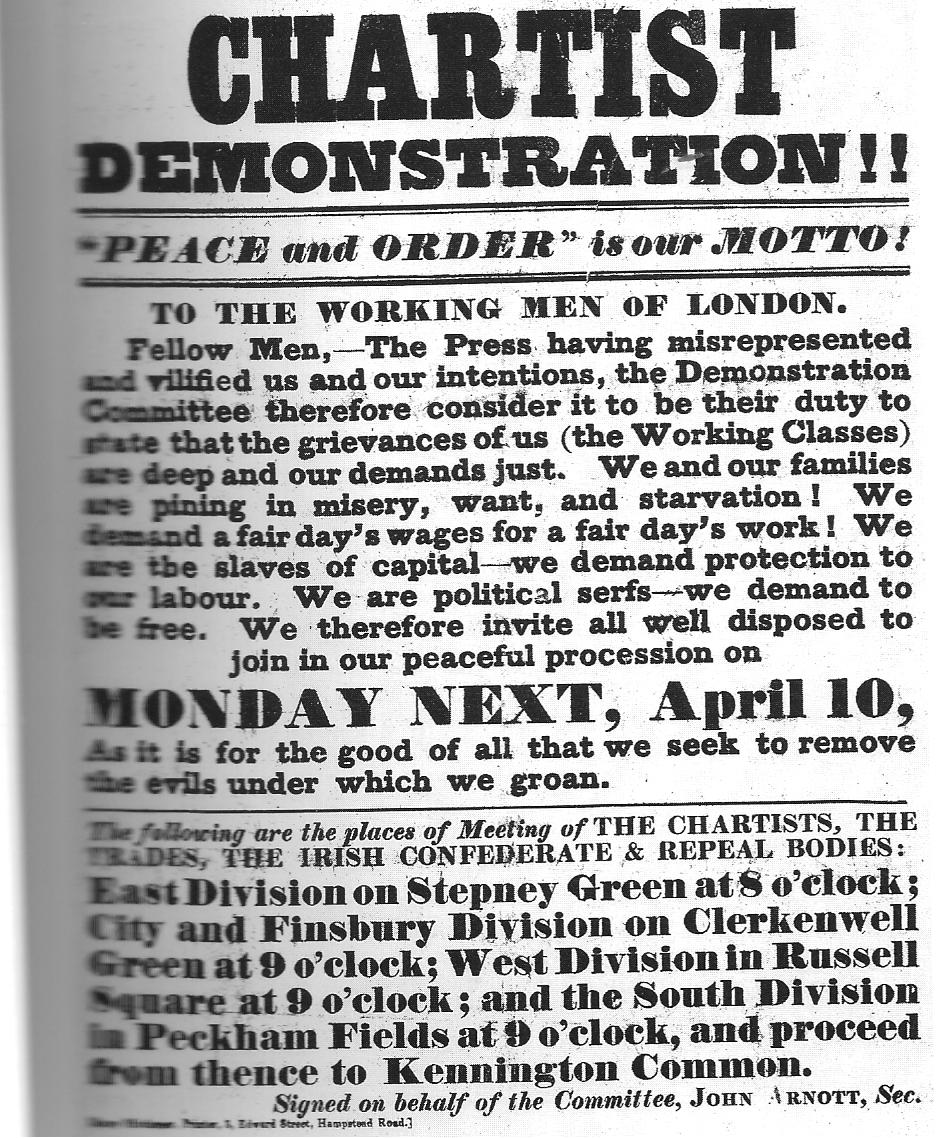
Texto con serifas slab en un cartel cartista, 1848. Algunos encabezamientos y el pasaje inferior están en letra Didona, pero gran parte del cuerpo del texto está escrito en serifas slab.

En tipografía, un tipo de letra slab serif (también llamado serifa slab, mecanicista, square serif, serifa cuadrada, serifa de bloque, antiguo o egipcio) es un tipo de letra con gracias o remates (serif o serifas) gruesos en forma de bloque. Los extremos de las serifas pueden ser romos y angulosos (Rockwell) o redondeados (Courier). Este tipo de letra se introdujo a principios del siglo XIX.
Los tipos de letra slab serif constituyen un género amplio y variado. Algunas, como Memphis y Rockwell, tienen un diseño geométrico con una variación mínima en la anchura del trazo: a veces se describen como fuentes sin gracias (sans serif) con gracias añadidas. Otras, como las del género Clarendon, tienen una estructura más parecida a la de la mayoría de las fuentes con gracias, aunque con gracias más grandes y evidentes. Estos diseños pueden tener gracias entre corchetes que aumentan de anchura a lo largo de su longitud antes de fundirse con los trazos principales de las letras, mientras que en los geométricos las gracias tienen una anchura constante.
Las fuentes tipo slab serif destinadas a cartelería suelen ser extremadamente gruesas (bold o negrita), con la intención de captar la atención del lector en carteles, mientras que las fuentes tipo slab serif pensadas para su legibilidad en tamaños pequeños presentan características menos extremas. Algunas fuentes orientadas al uso de letra pequeña y a la impresión en papel de periódico de mala calidad pueden tener gracias en forma de bloque para aumentar la legibilidad, mientras que el resto de sus características se asemejan más a las fuentes convencionales para libros.
Las fuentes estilo slab serif también solían utilizarse en las máquinas de escribir, sobre todo la Courier, y esta tradición ha hecho que muchas fuentes de texto monoespaciadas destinadas al uso informático y de programación sean de diseño slab serif.

## Historia

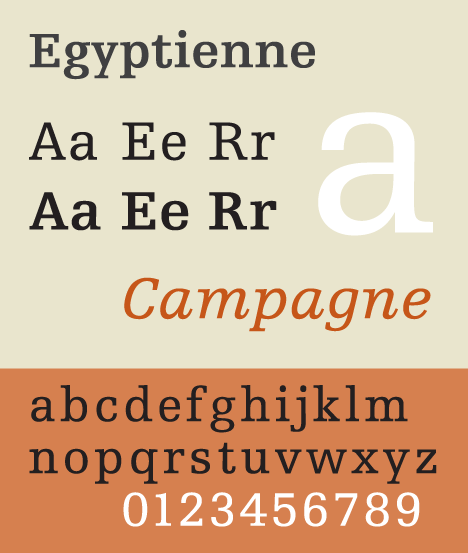
Una muestra del tipo de letra Egyptienne, una plantilla con serifas slab basada en el modelo Clarendon.

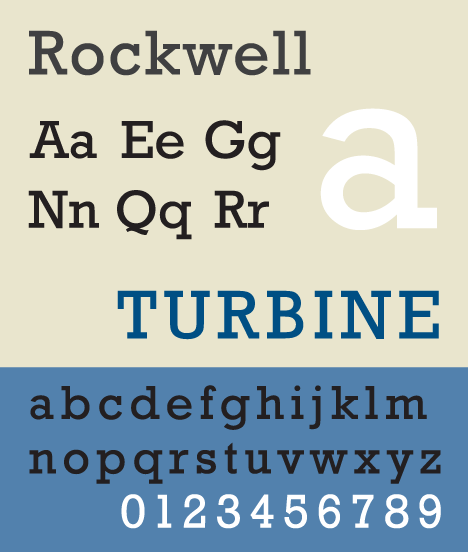
Una muestra del tipo de letra Rockwell, una plantilla con serifas slab basado en el modelo geométrico.

Una muestra del tipo de letra Courier, una plantilla con serifas slab basado en caracteres de imprenta.

A principios del siglo XIX aparecieron con rapidez los tipos de letra slab serif, que tenían poco en común con formatos anteriores. A medida que la impresión de material publicitario comenzó a expandirse a principios del siglo XIX, se popularizaron tipos de letra nuevos y, en principio, más llamativos.
Se empezaron a desarrollar fuentes de tamaño póster que no eran meras formas ampliadas de las fuentes de los libros, sino muy diferentes y más llamativas. Algunos evolucionan a partir de los diseños creados cincuenta años antes: letras en ultranegrita conocidas como "fat faces", parecidas al "Didona" de la época, pero mucho más gruesas. Otros tenían estructuras completamente nuevas: letras sin serifas, basadas en la antigüedad clásica, y formas de letras de contraste inverso. Algunos de los diseños tipográficos que surgieron en este periodo pudieron basarse en la tradición de los rótulos y las letras arquitectónicas, o viceversa.
El primer ejemplo conocido de una fuente slab serif es la tipografía xilográfica de un anuncio de lotería londinense de 1810. El tipo de letra slab serif fue posiblemente introducido por primera vez por el tipógrafo londinense Vincent Figgins bajo el nombre de "Antique", que aparece en un muestrario de 1815 (pero probablemente publicado en 1817). Es poco probable que se confirme si la fundición de Figgins produjo la primera serifa labrada, pero como ha escrito Nicolete Gray, "parece probable". El primer ejemplar de Figgins en exhibirlas fue uno de "1815" que contenía papel con marca de agua de 1817, en poder de Oxford University Press; otros ejemplares de Figgins fechados en 1815 no las muestran; otro ejemplar de "1815" que estaba en poder de Stephenson Blake con 1820 en el lomo las exhibe en mayor medida.
No se conocen ejemplares de las fundiciones Caslon y Thorne (más tarde Thorowgood), principales rivales de Figgins, que produjeron muchas fuentes con serifas slab durante el periodo en cuestión, pero sus primeros ejemplares conocidos de fuentes de este tipo parecen mostrar menos tamaños que los ejemplares contemporáneos de Figgins. Figgins tenía cuatro tamaños hacia 1817, nueve hacia 1820 y diecinueve en un ejemplar con fecha de 1821 pero con 1823 páginas. No se conocen ejemplares de Caslon entre 1816 y 1821, pero el primer ejemplar de Caslon con serifas slab que se conserva data de 1821 y presenta once tamaños. Thorne tenía cuatro tamaños en 1820.
De otras fundiciones se conservan aún menos ejemplares. Por ejemplo, de Bower y Bacon no se conoce ninguno entre 1813 y 1826, fecha en la que ya existían dieciocho tamaños. Gray llegó a la conclusión de que cualquiera entre Figgins, Thorowgood y Caslon podría haber sido el primero en acuñar una minúscula (ya vista en la xilografía de 1810), ya que todos ellos las introdujeron alrededor de 1820.
En 1825, el impresor Thomas Curson Hansard escribió, divertido, que los textos con serifas slab y otros diseños de este estilo eran "el tipo de caracteres escandalosos que sólo se adaptan a carteles, anuncios, invitaciones a la Rueda de la Fortuna... Moda y Extravagancia suelen retozar de un extremo a otro".
Las fuentes slab serif fueron decayendo a medida que crecía la popularidad de las fuentes sans serif, con las cuales siempre habían competido. Entre las colecciones de tipos móviles de madera originales destacan la Hamilton de Wisconsin y la de la Universidad de Texas en Austin, recogidas por Rob Roy Kelly, autor de un conocido libro sobre tipos de carteles estadounidenses. Adobe Inc. ha publicado una amplia colección de digitalizaciones inspiradas en los tipos móviles de madera del siglo XIX.
Tras la campaña egipcia de Napoleón y la difusión de imágenes y descripciones a través de publicaciones como Description de l'Égypte (1809), se produjo una intensa fascinación cultural por todo lo egipcio. Se fabricaron conjuntos de muebles de salón contemporáneos que se asemejaban a los encontrados en las tumbas. El papel pintado multicolor impreso en xilografías podía hacer que un comedor de Edimburgo o Chicago pareciera Luxor. Aunque no existía ninguna relación entre los sistemas de escritura egipcios y los tipos slab serif, ya fuera por una astuta estrategia de marketing o por una honesta confusión, los tipos con serifas slab solían conocerse como "Egyptian" (egipcios). El historiador James Mosley ha demostrado que, al parecer, los primeros tipos y letras llamados "egipcios" eran todos sin gracias.
El término "Egyptian" fue adoptado por las fundiciones francesas y alemanas, donde se convirtió en "Egyptienne". Un estilo más ligero, con una sola anchura de trazos, se denominaba "letra de grabador", ya que se asemejaba a la estructura monolínea de los grabados en metal. El término "slab serif" es relativamente reciente, posiblemente del siglo XX.
Debido a la naturaleza clara y en negrita de las gracias grandes, los diseños con ciertas características de las serifas slab suelen utilizarse también para texto en letra pequeña, como en la impresión con máquinas de escribir y en papel de periódico. El grupo de tipos de legibilidad de Linotype, por ejemplo, en el que se imprimieron la mayoría de los periódicos durante gran parte del siglo XX, se basaba en el estilo "Ionic" o "Clarendon" adaptado para el cuerpo de texto continuo.
En términos más amplios, Joanna, TheSerif, FF Meta Serif y Guardian Egyptian son otros ejemplos de tipos de letra orientados a periódicos y pequeñas impresiones que tienen gracias monolíneas y uniformes (a veces más visibles en los grosores en negrita), pero con una estructura de texto humanista general que no está especialmente influida por los estilos del siglo XIX (como los Clarendon). El término "humanist slab serif" (serifa slab humanista) se ha aplicado a los caracteres con gracias de este estilo.
Los diseñadores de fuentes modernas Jonathan Hoefler y Tobias Frere-Jones describen el proceso de diseño de las fuentes con serifas slab y señalan que la estructura de las fuentes de gran tamaño con serifas slab impone compromisos en la estructura, con diseños puramente geométricos más difíciles de crear en tamaños de ultranegrita, donde resulta imposible crear un alfabeto de minúsculas estrictamente monolineal, y diseños de estilo Clarendon más difíciles de crear en un estilo más ligero.

## Subclasificaciones
Existen varios subgrupos principales de tipos serifas slab:

### Modelo Antique

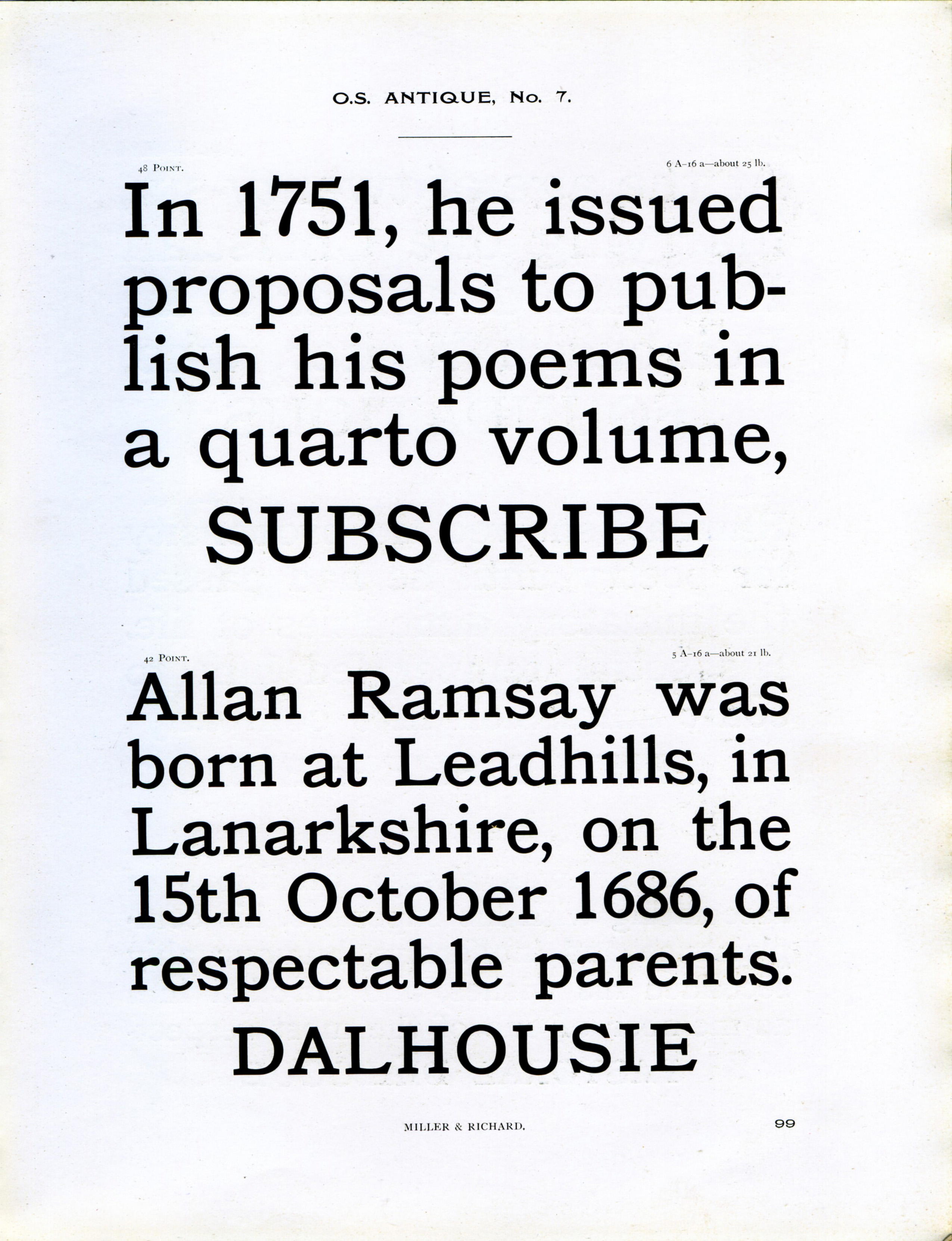
Oldstyle Antique de Miller y Richard.

Las primeras fuentes con serifas slab solían denominarse "Antiques" (antiguas) o "Egyptiennes" (egipcias). A menudo eran bastante monolíneas y tenían similitudes con fuentes con gracias del siglo XIX, tales como los extremos de gota.

### Modelo Clarendon
Las fuentes Clarendon, a diferencia de otras fuentes con serifas slab, en realidad tienen algunos corchetes y cierto contraste de tamaño en las propias gracias: las gracias a menudo tienen curvas, de modo que cambian de anchura y se hacen más anchas a medida que se acercan al trazo principal de la letra. Algunos ejemplos son Clarendon y Egyptienne.

### Modelo Italienne

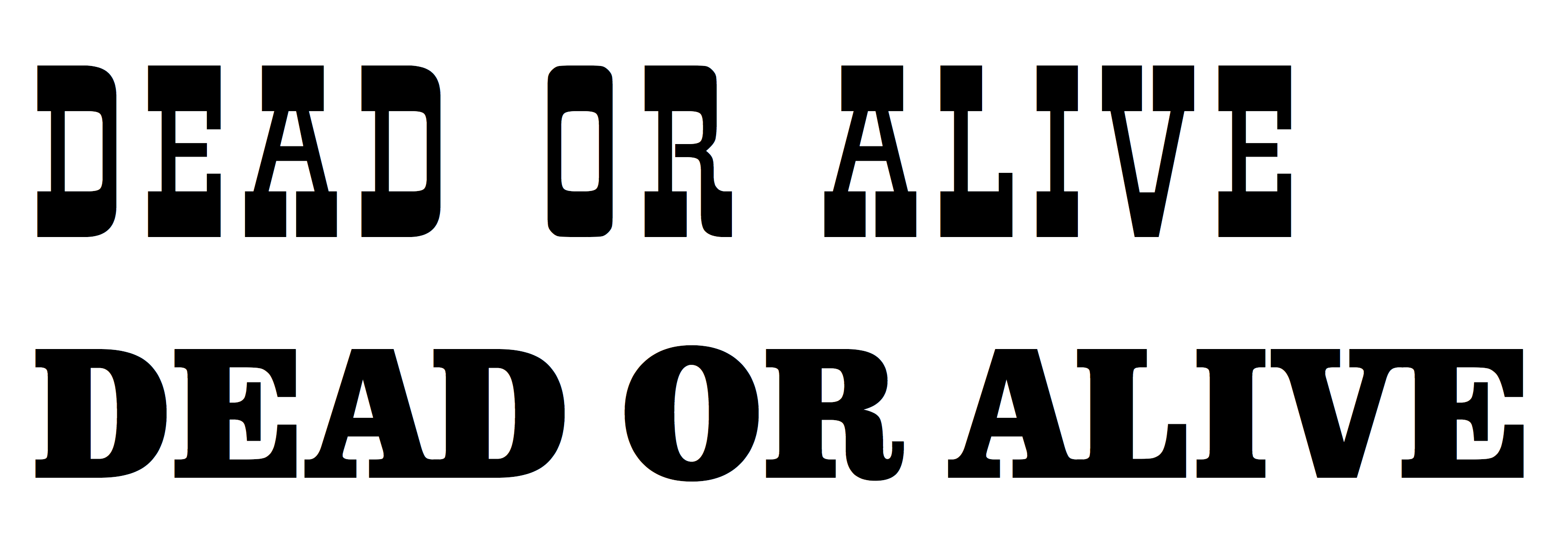
Tipo French Clarendon (arriba) comparado con un diseño Clarendon convencional.

En el modelo Italienne, también conocido como tipo French Clarendon, las gracias son aún más gruesas que las plicas, lo que crea un efecto dramático y llamativo. Es lo que se conoce como tipo de contraste inverso. Tradicionalmente se asocia a su utilización en carteles de circo y otros, y suele verse en películas del Oeste o para crear una atmósfera del siglo XIX. Tuvo su máxima popularidad desde la década de 1860 hasta principios del siglo XX, sobre todo en Estados Unidos, aunque el concepto básico procede de la imprenta londinense de la década de 1820 y se utilizó fuera de Estados Unidos. Desde entonces, se ha reeditado con frecuencia, por ejemplo por Robert Harling como Playbill y, más recientemente, por Adrian Frutiger como Westside.

### Modelo geométrico

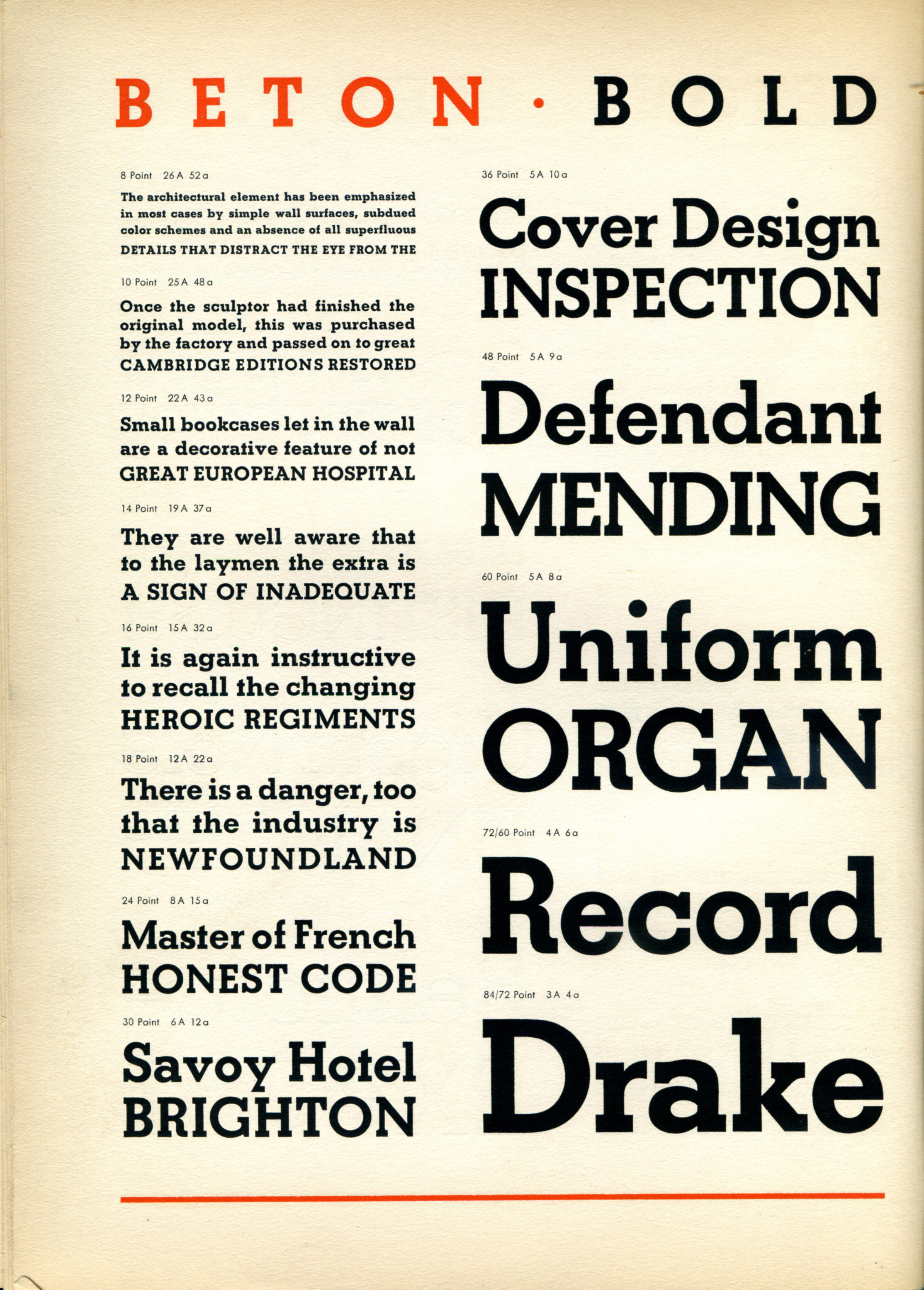
Beton Bold en una muestra de tipos metálicos.